# 李乃蔚
李乃蔚（1957年8月—），男，汉族，原籍北京，生于重庆，中国画家，一级美术师，现任武汉画院专业画家，中国美术家协会理事。